# 星野書店
株式会社星野書店（ほしのしょてん） は、愛知県名古屋市中区に本部を置く日本の書店。
名古屋市内に現存する書店の中で、最も古い書店の一つである。
近鉄パッセ店では、数多くの新刊本発売キャンペーンや著者サイン会が行われている。

## 沿革
- 1908年（明治41年） - 書店が扱う教科書にあった唱歌用のオルガン販売のため楽器部（のちの星野楽器）創設[1]。
- 1918年（大正8年）9月11日 - 株式会社設立。
- 1929年（昭和4年）- 楽器部を合資会社星野楽器店として分社[1]。
- 2006年（平成18年）8月28日 - 愛知県名古屋市中区錦3丁目より本店移転。
- 2008年（平成20年）12月29日 - 新岐阜駅（現：名鉄岐阜駅）前店 閉店。
- 2014年（平成26年） - 西春店（パレマルシェ西春）内 閉店。
- 2020年（令和元年） - サカエチカ店・栄町ビル店 閉店
- 閉店時期未詳 -  * 浄心店・朝倉店・大垣店・木曽川店 閉店。

## 店舗
- 近鉄パッセ店